# My Story (låt av R. Kelly)
My Story är en låt av R&B-artisten R. Kelly på albumet Black Panties från 2013. Låten blev 1 på R&B billboard listan, #89 på hot 100 och 27 på R&B/Hiphop-rankningen.[källa behövs]